# Conus rhodendron
Conus rhodendron é uma espécie de gastrópode do gênero Conus, pertencente a família Conidae.